# John Kapelos
John Thomas Capelos (London, Ontario; 8 de marzo de 1956) es un actor canadiense. Es de ascendencia griega.

## Biografía
Su padre es Thomas Kapelos y su madre es Anna Kapelos. Kapelos creció con su familia en London, Ontario.
Comenzó su carrera como actor en el teatro con la empresa teatral The Second City en Chicago. Él estuvo 4 años con ellos (1978-1982). Luego estuvo otros 4 años con la empresa de actores Resident (1982-1986) y finalmente actuó con The Second City en Broadway en la ciudad de Nueva York en 1986 en una obra teatral aclamada por los críticos.
Comenzó su carrera cinematográfica a principios de la década de los 80 con un papel pequeño y sin nombre en la película "The Loner". Luego consiguió su papel más conocido hasta la fecha en 1985, cuando protagonizó la película El Club de los Cinco como el conserje. También apareció en otras películas de cine como Internal Affairs (1990). Adicionalmente también llamó la atención sobre sí mismo en la televisión interpretando al Detective Schankel en Forever Knight. En los últimos años, ha aparecido en televisión en papeles menores como Psych, Modern Family, Transparent. También apareció como Eugene Beale en algunos episodios de Desperate Housewives y asumió el papel de Ethan Picker en "Justified".
Además de actuar, Kapelos ahora da clases de actuación en AIA Studios, donde se enfoca en particular en la improvisación.

## Filmografía (Selección)

### Películas
| Año  | Título                    | Papel                 | Notas |
| ---- | ------------------------- | --------------------- | ----- |
| 1984 | Sixteen Candles           | Rudy Ryszczyk         |       |
| 1985 | El Club de los Cinco      | Conserje              |       |
| 1986 | Nada en común             | Roger                 |       |
| 1988 | Vibes                     | Eugene                |       |
| 1990 | Internal Affairs          | Steven Arrocas        |       |
| 1997 | The Relic                 | McNully               |       |
| 1999 | The Deep End of the Ocean | George                |       |
| 2003 | Mimic: Sentinel           | Detective Gary Dumars |       |
| 2003 | Yo acuso                  | Detective Murray      |       |
| 2006 | Stick It                  | Chris DeFrank         |       |
| 2008 | Snow Buddies              | Jean George           |       |
| 2013 | Afternoon Delight         | Jack                  |       |
| 2018 | 22 Chaser                 | Bissey                |       |
| 2022 | The Class                 | Nate                  |       |

### Series
| Año       | Título         | Papel                 | Notas        |
| --------- | -------------- | --------------------- | ------------ |
| 1992–1996 | Forever Knight | Detective Don Schanke | 48 episodios |
| 2001–2003 | Just Cause     | Carlos Ramírez        | 5 episodios  |
| 2005–2007 | Flight 29 Down | Capitán Russell       | 5 episodios  |
| 2013–2014 | Justified      | Picker                | 9 episodios  |